# Pasado y presente
Pasado y presente, también conocido con el título alternativo de Pensamiento filosófico, es una pintura de Henri Rousseau, cuya firma se aprecia en el ángulo inferior derecho.

## Descripción
Se trata de un autorretrato y un doble retrato al mismo tiempo: en 1899 el artista se casó con Josephine-Rosalie Nourry, viuda como él, y ese mismo año pintó este lienzo en el que los dos, vestidos de oscuro, medio luto, se encuentran de pie en un jardín mientras los rostros sonrientes de sus anteriores cónyuges aparecen en las nubes del cielo y parecen aprobar la nueva unión. Él le entrega a ella un pequeño ramillete. En la obra destaca la planta delante de la pareja, representada de tal manera que sugiere, con su particular entrelazamiento de ramitas y hojas, la figura de un corazón. 